# (33728) 1999 NO16
1999 NO16 (asteroide 33728) é um asteroide da cintura principal. Possui uma excentricidade de 0.08354290 e uma inclinação de 12.60149º.
Este asteroide foi descoberto no dia 14 de julho de 1999 por LINEAR em Socorro.